# آرژن تیوویسن
آرژن تیوویسن (انگلیسی: Arjen Teeuwissen؛ زادهٔ march ۲۹, ۱۹۷۱ (۵۳ سال)) ورزشکار اهل پادشاهی هلند است.
وی در مسابقات کشوری و بین‌المللی در مجموع برندهٔ ۴ مدال نقره، ۱ مدال برنز شده‌است.